# Mankono
Mankono är en ort i Elfenbenskusten. Den ligger i distriktet Woroba, i den centrala delen av landet, 170 km nordväst om huvudstaden Yamoussoukro.